# Сент-Мэрис (аэропорт)
Аэропорт Сент-Мэрис (англ. St. Mary's Airport) (ИАТА: ISC, ИКАО: EGHE) — аэропорт в 1.9 км от Хью-Тауна на острове Сент-Мэрис архипелага Силли, у юго-западной оконечности острова Великобритания. Это единственный аэропорт на островах Силли, и вместе с гелипортом Треско обеспечивает связь между островами Силли и основной частью Англии.

## Авиакомпании и назначения
- Skybus (Бристоль, Эксетер, Лендс-Энд, Ньюки, Саутгемптон)
- British International Helicopters (Пензанс)